# Glauconycteris machadoi
Glauconycteris machadoi är en fladdermus i familjen läderlappar som förekommer i sydvästra Afrika. Djurets taxonomiska status är inte helt utredd. Det kan vara en mörk variant av Glauconycteris variegata.
En uppmätt individ var med svans 105 mm lång, svanslängden var 48 mm, underarmarna var 46 mm långa, bakfötternas längd var 8,5 mm och öronen var 13 mm stora. Den bruna pälsen på ovansidan är på huvudets topp mörkare och på nacken ljusare. Undersidan är täckt av krämfärgad päls med inslag av grått. Svansen är nästan helt inbäddad i svansflyghuden. Djuret har en genomskinlig brun flygmembran som är mer rödaktig vid fingrarna och armarnas ben.
Arten är bara känd från östra Angola. Regionen ingår i savannlandskapet Miombo som domineras av växter från släktena Brachystegia och Julbernardia.
Inget är känt om levnadssättet. IUCN listar arten med kunskapsbrist (DD).